# 费尔南-努涅斯
费尔南-努涅斯，是西班牙安达卢西亚自治区科尔多瓦省的一个市镇。总面积30平方公里，总人口9389人（2001年），人口密度313人/平方公里。